# René Diehl
Pour les articles homonymes, voir Diehl.
René Diehl (23 février 1912 à Laval - 26 juillet 1980 à Laval) est un archéologue et industriel français. 

## Biographie
Son père dirigeait d'importantes filatures dans le quartier de Bootz à Laval. Il effectue ses études primaires à l'Ecole Annexe, puis en 1922 entre au lycée de Laval. En 1929, il obtient le baccalauréat en mathématiques. Après préparation à Louis-le-Grand, il entre à l'École centrale. Il passe alors le concours de rédactorat de la Banque de France. Il est nommé à Laval, puis Montrouge et Maubeuge. Il est mobilisé comme caporal dans les chars en 1939. Fait prisonnier le 7 juin 1940, il est envoyé en Allemagne au Stalag V-B où il est un certain temps cordonnier, puis peintre en bâtiment. Il s'évade en avril 1942, et après de multiples péripéties, il parvient, caché dans une voiture à foin, à passer en zone sud où il retrouve un poste à la Banque de France à Privas. Il prend le maquis, et devient sous-lieutenant chez les FTP. Il s'engage dans l'armée de De Lattre (il est caporal dans une compagnie de marsouins) avec laquelle il entre en Alsace. Au cours d'une mission très dangereuse, il est à nouveau fait prisonnier et ramené au Stalag V-B. Libéré par les Américains en 1945, il s'empare d'une voiture allemande et rejoint son unité. Redevenu civil, la Banque de France l'envoie à Briey, puis Lille, puis Sens en 1950. Il s'intéresse alors à l'archéologie sur le terrain, et commence à publier les résultats de ses recherches. Après la mort de son père, il quitte la Banque de France en 1953 pour venir assister son frère à la direction des Filatures de Laval. En 1966, après la cession de cette entreprise aux Textiles du Vermandois, il se consacre bénévolement aux recherches. Il devient membre et aussi président quelque temps de la Commission historique et archéologique de la Mayenne. Ses travaux les plus importants concernent Jublains, dont il a dressé les premiers plans. Il s'intéressa aussi aux cimetières mérovingiens de Saulges et d'Entrammes, à l'oppidum de Moulay, aux peintures murales de la Chapelle de Pritz, et fit aussi des recherches généalogiques.

## Publications
- Nécropole mérovingienne de Saulges (Mayenne). Constatations faites en 1958. (Extrait des Notices d'Archéologie Armoricaine (1959) des Annales de Bretagne, T.66, fasc. 1). Rennes, Impr. réunies, 1959. (avec la coll.de Robert Boissel)
- Numéro spécial René Diehl. Jublains, Saulges, Entrammes, N.-D.de Pritz, Laval. La Mayenne Archéologie. 1984.